# Pierre Grillet
Pierre Grillet (Piolenc, 1932. március 21. – Avignon, 2018. január 10.) válogatott francia labdarúgó, csatár.

## Pályafutása
1950 és 1952 között a RC Paris, 1952 és 1954 között a Toulouse FC játékosa volt. 1954-ben visszatért a Racing Paris-hoz, ahol 1961-ig játszott. Az 1961–62-es idényben az FC Nantes csapatában fejezte be az aktív labdarúgást.
1954 és 1960 között kilenc alkalommal szerepelt a francia válogatottban és két gólt szerzett.